# جون دبليو. تايلور
جون دبليو. تايلور (بالإنجليزية: John W. Taylor)‏ هو محامي وسياسي أمريكي، ولد في 26 مارس 1784 في تشارلتون في الولايات المتحدة، وتوفي في 18 سبتمبر 1854 في كليفلاند في الولايات المتحدة بسبب سكتة. حزبياً، نشط في الحزب الجمهوري الديمقراطي. وقد انتخب عضو مجلس ولاية نيويورك وانتخب عضو مجلس النواب الأمريكي.